# 李秀成自述

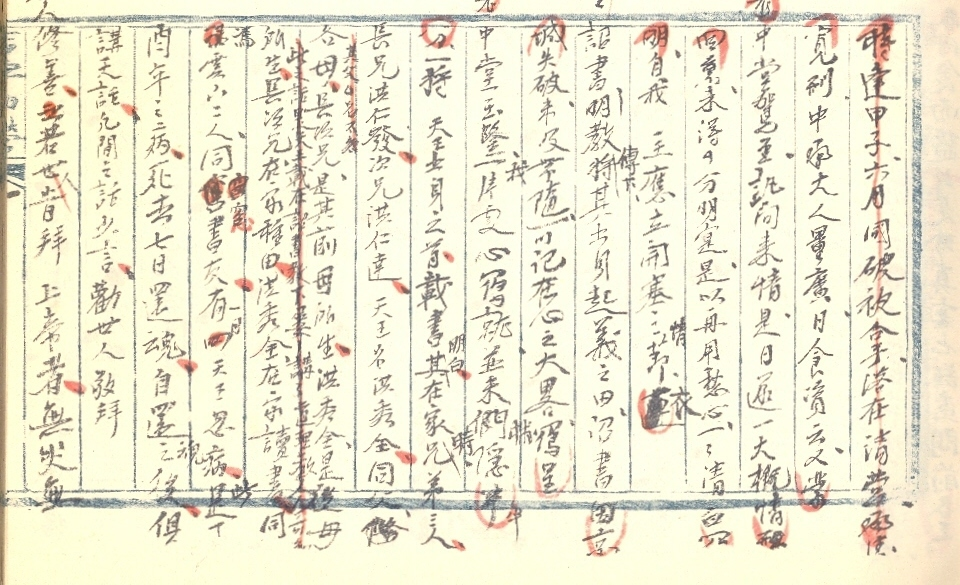
李秀成亲供手迹

《李秀成自述》是太平天國忠王李秀成被俘後所寫的一篇自述，全文約五萬餘字，現存33,300多字，比原本少10,000余字。
1864年7月22日（同治三年六月十九日），李秀成兵败被俘。曾国藩在處決李秀成之前，令李秀成在囚笼中书写供词，自同治三年六月廿七日至七月六日，每日约写七千字。曾国藩亲自审阅，供状上每行每句都有曾国藩硃笔圈点，改正人名、地名的错误和错字，“其谀颂楚军者删之，闲言重复者删之”。例如：“有一日”简化为“一日”，“具”改为“俱”；“寻”改为“浔”，“两国奸民”改为“曾帅追兵”，也有寫成“左京堂”之誤，曾國藩卻不改正為“左宗棠”。李秀成被處決後，曾国藩將其自述原稿删改一部分，並撕毁原稿第74页以后的内容，命人抄写送军机处，名为《李秀成亲供》，只有二萬七千餘字，原稿送曾纪泽處珍藏。
曾國藩刪改原稿，自然是因為原稿有不可告人之處。李秀成手迹记载：“天王斯时已病甚重，此人之病，不食药方，任病任好，不好亦不服药也，是以四月廿一日亡。”這表示洪秀全是病死的，但曾国藩在同治三年（1864年）六月二十二日上奏清廷时却说，洪秀全在“官军猛攻时，服毒而死”。最後的《李秀成自述》被改为：“天王斯时焦虑，日日烦躁，即以五月二十七日服毒而亡。”原稿第74页以后的内容，是李秀成劝曾國藩既手握重兵之时取清廷代之，這樣的內容當然會被曾國藩銷毀。
研究太平天国的史学家罗尔纲著作多參考官牍本。李秀成亲笔供状的真迹本，由曾家私自收藏，名「湘乡曾八本堂」藏本。1962年，曾国藩曾孙、东海大学第一任校长曾约农在世界书局把《李秀成亲供手迹》影印公布于世，每份售价新臺幣两百四十元，内容较刻本多9,000多字，为33,300多字。全书没有结尾。曾約農將原稿捐贈國立故宮博物院，題名為《李秀成親筆供詞》；大陸則稱為《李秀成自述原稿》。
中华人民共和国成立后，罗尔纲、梁岵庐、吕集义等太平天国研究者考证和评述了《李秀成自述》，其中以罗尔纲写的《忠王李秀成自传原稿笺证》影响最大，认为李秀成是伪降。1963年戚本禹撰寫《评李秀成自述》和《怎样对待李秀成的投降变节行为？》兩篇文章，引发学界对李秀成是否变节的讨论。毛澤東肯定戚本禹文章，称“白纸黑字，铁证如山；忠王不终，不足为训。”
史学家陈旭麓在《李秀成供原稿释疑》一文中断定“《自供》是李秀成的亲笔”。

## 外部連結
- 清 同治 李秀成親筆供詞
- 罗尔纲; 李秀成. . 中華書局. 1982年  [2017-03-05]. （原始内容存档于2019-08-30）.